# Civitaquana
Civitaquana község (comune) Olaszország Abruzzo régiójában, Pescara megyében.

## Fekvése
A megye központi részén fekszik. Határai: Brittoli, Catignano, Civitella Casanova, Cugnoli, Loreto Aprutino, Pietranico és Vicoli.

## Története
Első említése 1161-ből származik, bár valószínűleg már korábban, a longobárd uralom idején alakult ki. A következő századokban nemesi birtok volt. Önálló községgé a 19. század elején vált, amikor a Nápolyi Királyságban felszámolták a feudalizmust.

## Népessége
A népesség számának alakulása:

## Főbb látnivalói
- Santa Maria del Carmine-templom
- Santa Maria Assunta-templom
- Santa Maria delle Grazie-templom
- San Rocco-templom